# Penelope Fitzgerald
Penelope Mary Fitzgerald, z domu Knox (ur. 17 grudnia 1916 w Lincoln, zm. 28 kwietnia 2000 w Londynie) – brytyjska pisarka, laureatka Nagrody Bookera.

## Życiorys
Urodziła się 17 grudnia 1916 w Lincoln jako Penelope Mary Knox w rodzinie Edmunda Knoxa i Christiny Frances. Jej ojciec w latach 1932–1940 należał do redakcji czasopisma „Punch”, jej wujami byli historyk i kryptograf Dilly Knox oraz tłumacz Biblii i autor opowiadań detektywistycznych Ronald Knox.
Ukończyła szkołę z internatem Wycombe Abbey w High Wycombe, po czym w latach 1935–1938 studiowała filologię angielską na Somerville College w Oksfordzie, którą ukończyła z wyróżnieniem. Podczas II wojny światowej pracowała w administracji rządowej i w BBC, pomagając przy porządkowaniu nagrań programów. W 1942 roku wyszła za mąż za wojskowego, Desmonda Fitzgeralda. Para miała jednego syna i dwie córki.
Na początku lat 50. małżeństwo Fitzgeraldów prowadziło magazyn literacko-polityczny „World Review”. Niepowodzenia Desmonda w utrzymaniu stałego dochodu zmusiły Penelope do utrzymania rodziny z własnej pracy. W przeciągu lat prowadziła księgarnię, uczyła prywatnie i w szkołach, a także pisała dla prasy. Od połowy lat 60. do ok. 1980 roku uczyła w Westminster Tutors oraz Queen’s Gate School.
Zadebiutowała w wieku pięćdziesięciu ośmiu lat biografią artysty Edwarda Burne-Jonesa, która ukazała się w 1975 roku. Jej kolejna biografia, The Knox Brothers (1977) także dotyczyła postaci z kręgu Williama Morrisa. Jej debiutancką powieścią był lekki kryminał The Golden Child, który napisała, by dostarczyć rozrywki umierającemu mężowi. Kolejne powieści oparte zostały na doświadczeniu życiowym Fitzgerald. The Bookshop (1978) to pełna ironicznego humoru historia Florence Green, która prowadząc księgarnię walczy z przeciwnościami losu. W 2018 roku powieść została zekranizowana przez Isabel Coixet pod tytułem Księgarnia z marzeniami. Z kolei Offshore (1979) opisuje doświadczenia grupy ludzi mieszkających na łodzi mieszkalnej. Poruszająca, pełna humoru powieść została wyróżniona Nagrodą Bookera. Kolejne dzieło, Human Voices (1980), jest satyrą na rozbuchaną biurokrację w BBC lat 40.
Powieścią Innocence (1986) – historią miłosną rozgrywającą się we Florencji lat 50. – Fitzgerald odeszła od tematów związanych ze swoim doświadczeniem życiowym. Jej ostatnia powieść The Blue Flower (1995) opisuje wyidealizowany związek poety Novalisa z narzeczoną na tle pieczołowicie odtworzonej Saksonii XVIII w. W dziele można wyczuć drobiazgową pracę badawczą charakterystyczną dla procesu twórczego ostatnich dzieł Fitzgerald. The Blue Flower przyniósł autorce amerykańską nagrodę National Book Critics Circle Award. Fitzgerald została tym samym pierwszą laureatką wyróżnienia spoza Stanów Zjednoczonych. Powieść znalazła się także w finale Nagrody Bookera (wcześniej w finale znalazły się The Bookshop, The Beginning of Spring oraz The Gate of Angels). W 1996 roku autorka została wyróżniona nagrodą Heywood Hill za całokształt twórczości.
Styl Fitzgerald charakteryzuje się powściągliwością, oszczędnością słowa i poczuciem humoru. W swych krótkich powieściach zręcznie i z sympatią opisuje specyficzne, tymczasowe i pochłonięte sobą społeczności. Częstymi motywami są stoicka postawa, porażka i nieporozumienie.
Fitzgerald należała do rady PEN Clubu oraz rady literackiej Arts Council.
Zmarła 28 kwietnia 2000 w Londynie.

## Twórczość
Za źródłem:

### powieści
- 1977: The Golden Child
- 1978: The Bookshop
- 1979: Offshore
- 1980: Human Voices
- 1982: At Freddie’s
- 1986: Innocence
- 1988: The Beginning of Spring
- 1990: The Gate of Angels
- 1995: The Blue Flower

### biografie
- 1975: Edward Burne-Jones
- 1977: The Knox Brothers
- 1984: Charlotte Mew and Her Friends

### inne
- 2000: The Means of Escape – zbiór opowiadań
- 2008: So I Have Thought of You – listy (red.: Terence Dooley)